# Maître de Jacques IV d'Écosse

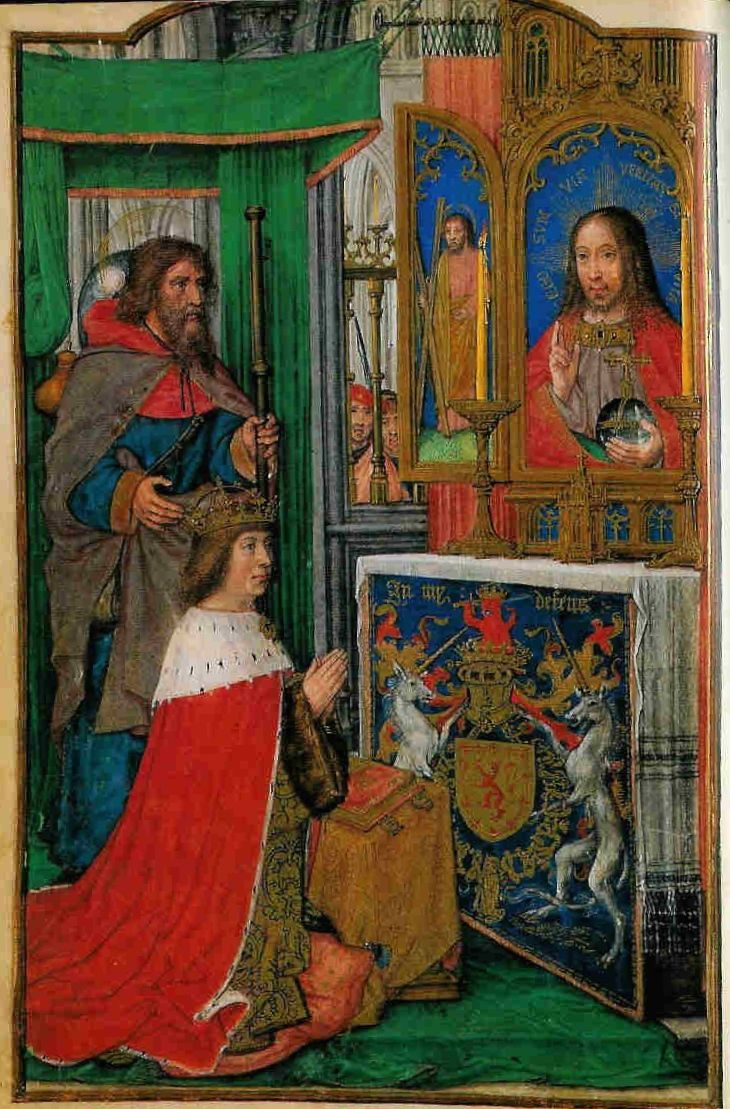
Jacques IV d'Écosse en prières, accompagné par saint Jacques, devant le Christ et saint André. Heures de Jacques IV d'Écosse (vers 1502-1503), folio 24v, Ôsterreichische Nationalbibliothek, Vienne, Ms. 1897.

Maître de Jacques IV d'Écosse est un maître anonyme enlumineur flamand actif de 1485 à 1526 environ, vivant probablement à Gand, ou peut-être Bruges. Il est nommé ainsi d'après le portrait de Jacques IV d'Écosse qui figure dans les Heures de Jacques IV d'Écosse, un livre d'heures commandé par Jacques et qui est maintenant à Vienne. Le Maître est généralement identifié à Gerard Horenbout,. L'identification est considérée comme plausible sur des concordances de lieu et de dates, mais est « plus subtile » en termes de style ; une des raisons en est que peu d'enluminures signées par Horenbout subsistent. D'ailleurs, les œuvres de l'un et de l'autre sont encore souvent étudiées sous les deux noms séparément, Horenbout comme peintre panneaux, et le maître anonyme comme enlumineur. 